# Echtes Leinkraut
Das Echte Leinkraut (Linaria vulgaris) ist eine Pflanzenart aus der Gattung der Leinkräuter (Linaria). Andere deutschsprachige Trivialnamen sind Gemeines Leinkraut, Gewöhnliches Leinkraut, Kleines Löwenmaul sowie Frauenflachs. Volkstümlich und in der Heilkunde wurde das Leinkraut (lateinisch Linaria) unter anderem als Harnkraut (im Mittelalter auch als Herba urinalis) bezeichnet.

## Beschreibung

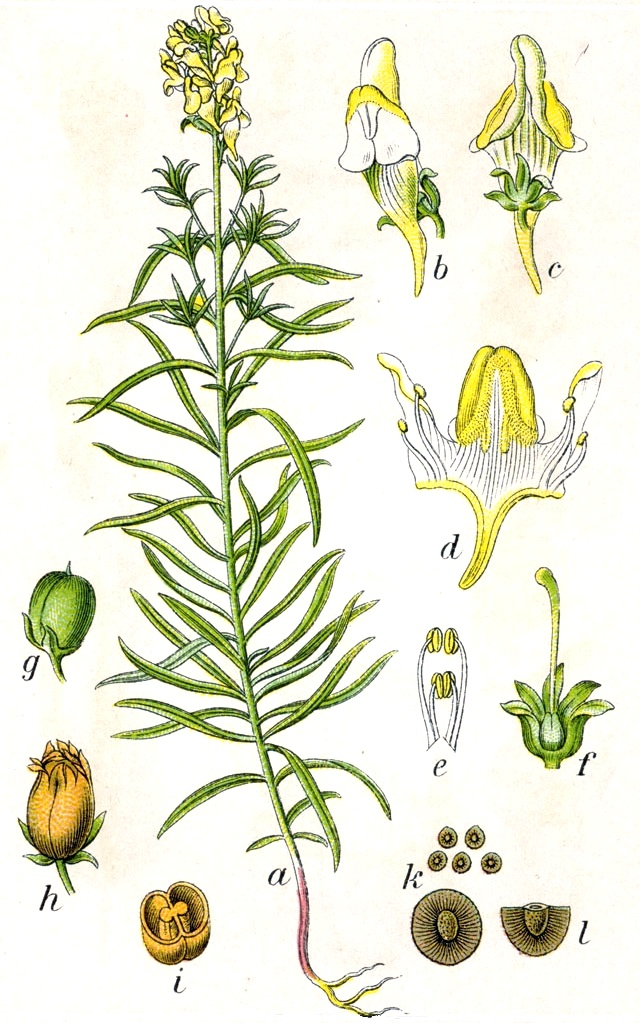
Illustration aus Sturm

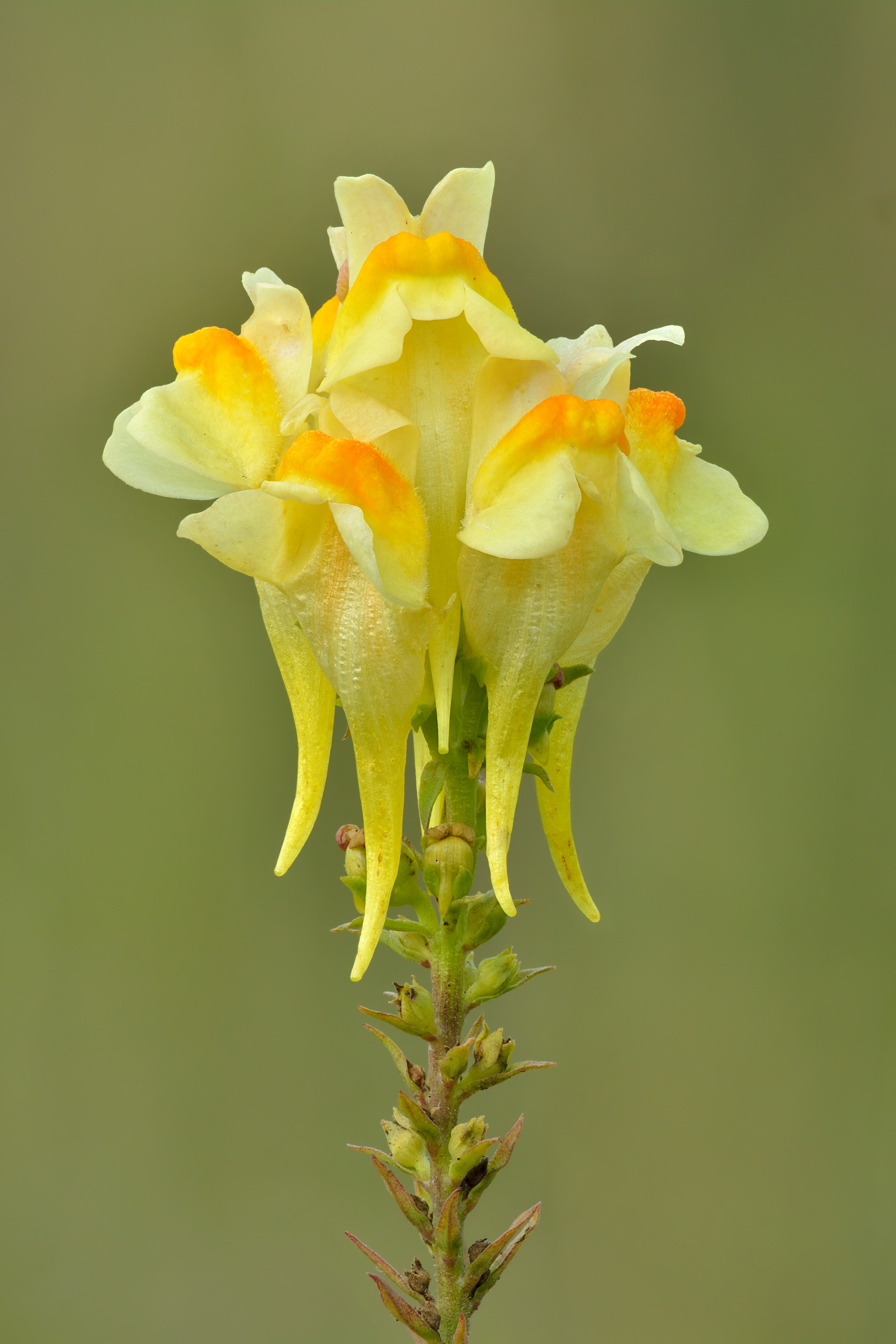
Blütenstand

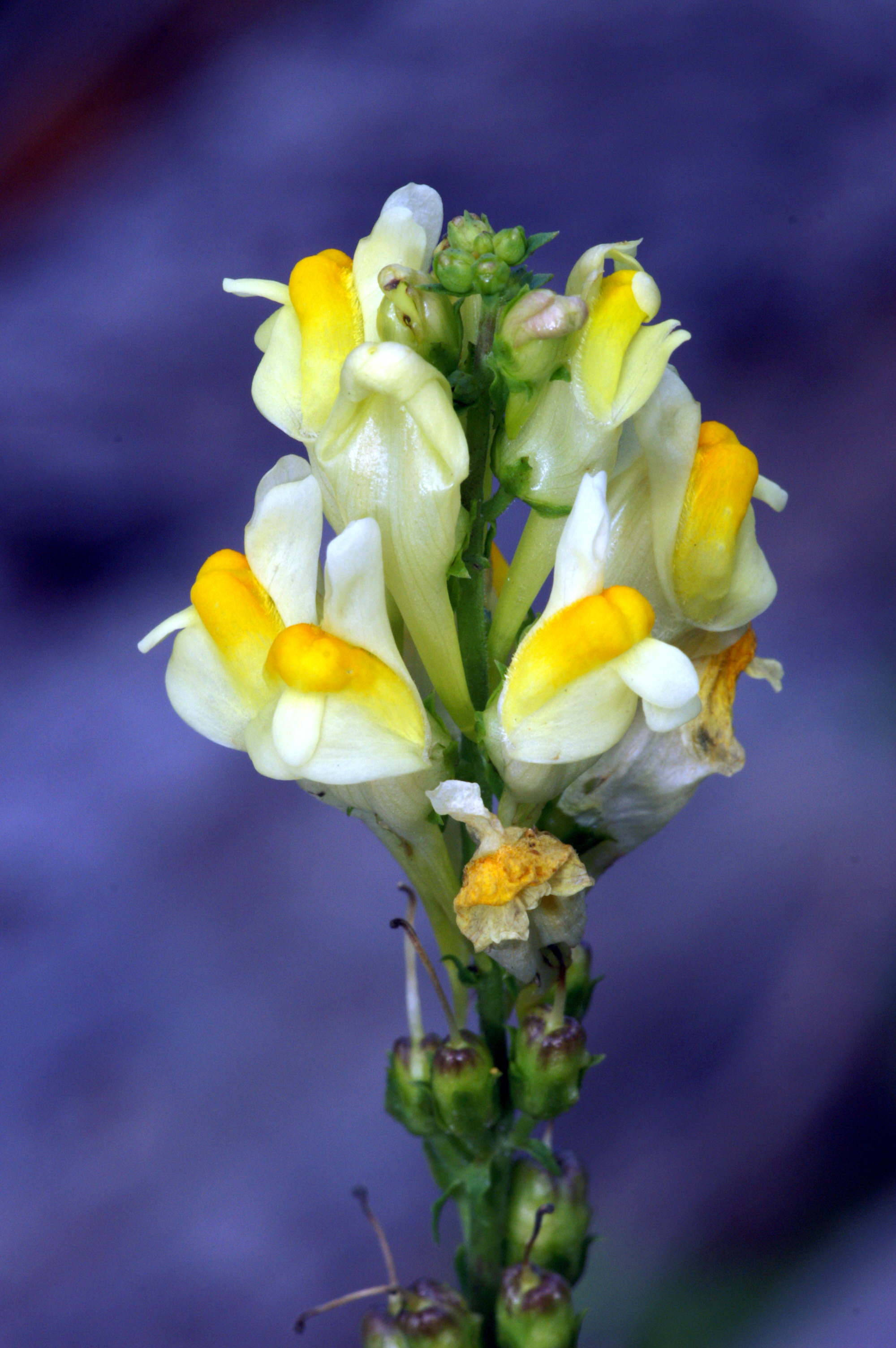
Blütenstand mit zygomorphen Blüten und jungen Früchten

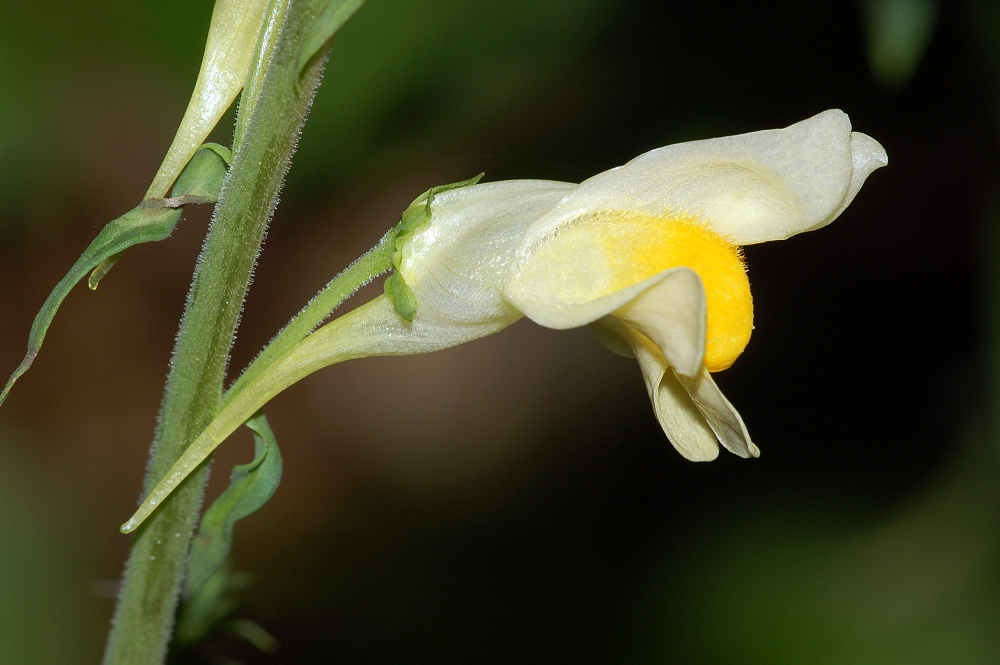
Zygomorphe Blüte von der Seite mit Sporn

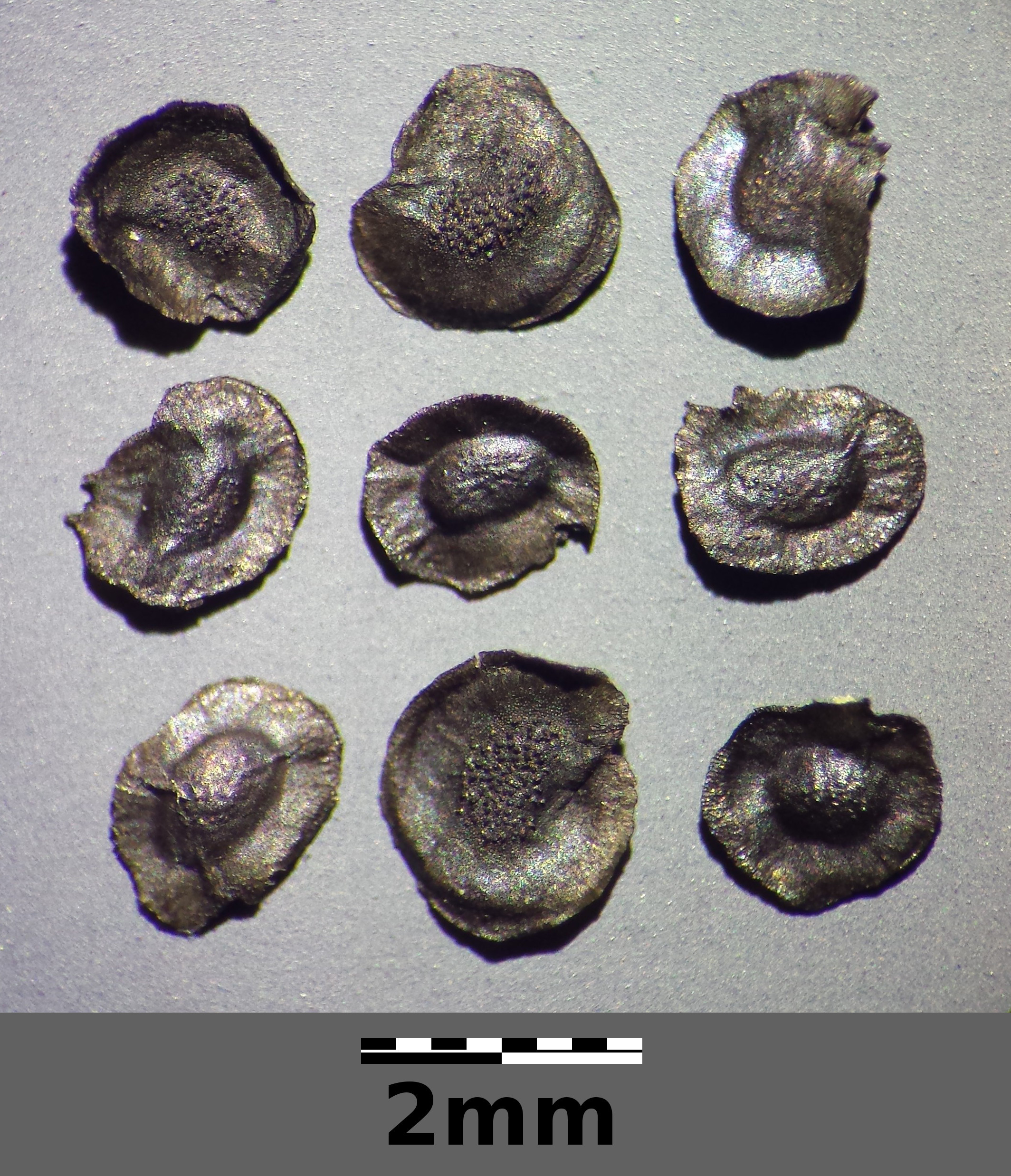
Geflügelte Samen

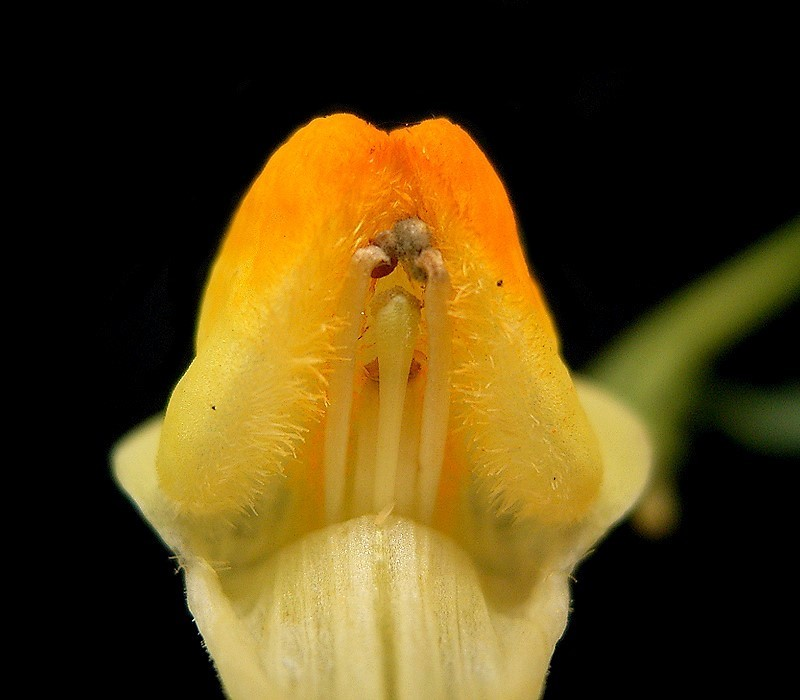
Blick in eine Blüte

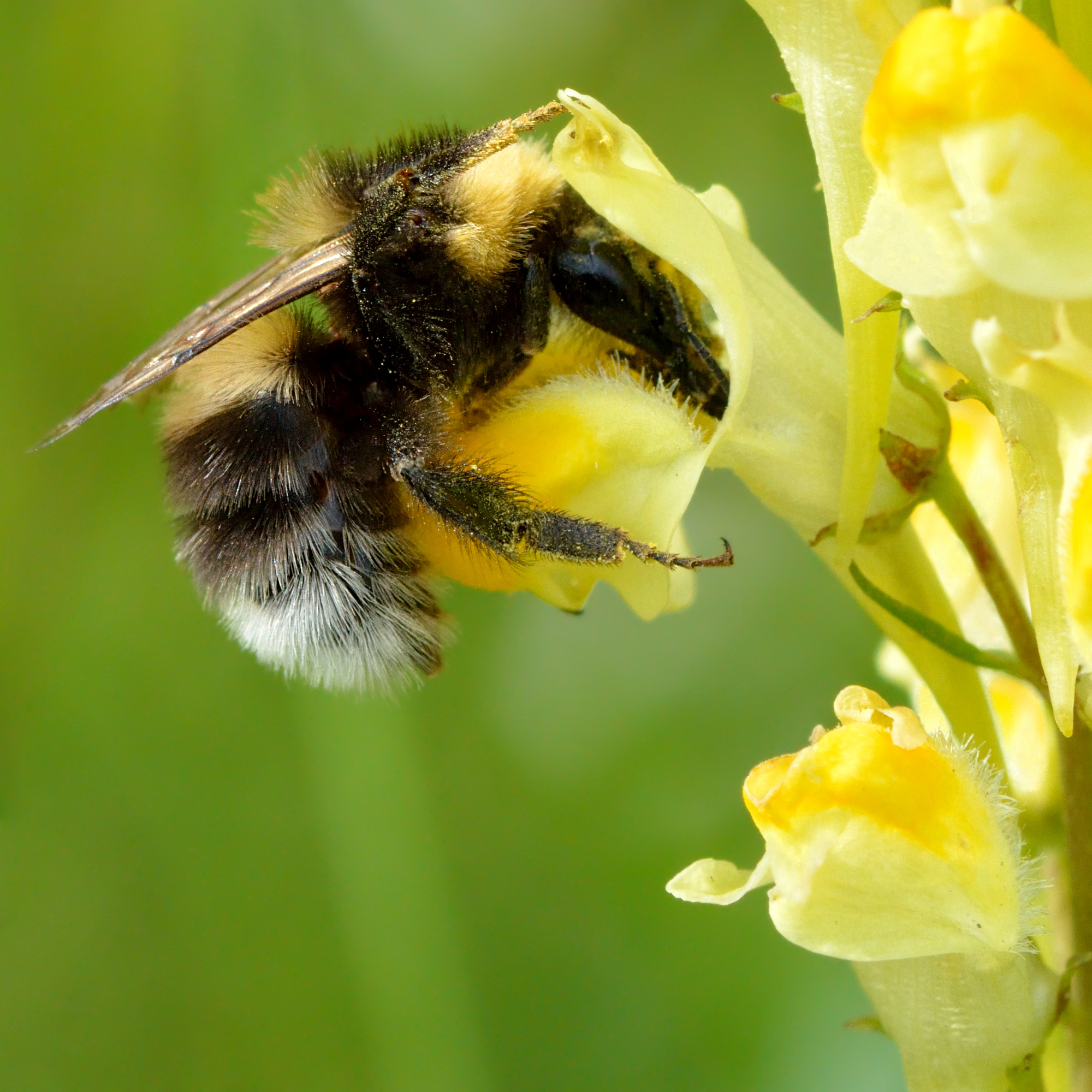
Bestäubung

### Vegetative Merkmale
Das Echte Leinkraut ist eine ausdauernde, krautige Pflanze und erreicht Wuchshöhen von 20 bis 40, selten bis zu 80 Zentimetern. Die im Querschnitt runden, aufrechten, unverzweigt oder am Grunde oder im Blütenstandsbereich etwas verzweigten Stängel sind kahl oder oben schwach drüsig behaart.
Die ungestielten, kahlen, dünnen Laubblätter sind bei einer Länge von 2 bis 5 Zentimetern sowie einer Breite von 1,0 bis 1,5 Millimetern linealisch-lanzettlich und ein- bis dreinervig.

### Generative Merkmale
5 bis 30 Blüten stehen in einem zuweilen einseitswendigen, traubigen Blütenstand zusammen. Der Blütenstiel ist mit einer Länge von 2 bis 8 Millimetern etwa so lang wie der Blütenkelch und oft drüsig behaart.
Die zwittrigen Blüten sind bei einer Länge von 19 bis 33 Millimetern zygomorph mit doppelter Blütenhülle. Der Kelch ist 3 bis 6 Millimeter lang. Die Blütenkrone besitzt einen 10 bis 30 Millimeter langen, geraden bis schwach gebogenen Sporn. Die Blütenkrone ist gelb, hell-schwefelgelb, mit kräftig gelbem Unterlippenwulst und einem orangegelben Fleck auf der Unterlippe. Die Blütezeit reicht von Mai bis Oktober.
Die Kapselfrüchte sind bei einer Länge von 5 bis 11 Millimetern sowie einem Durchmesser von 5 bis 7 Millimetern eiförmig-kugelig. Die Fruchtreife erfolgt zwischen Juli und September. Die 2 bis 3 Millimeter langen Samen sind breit geflügelt.
Die Chromosomenzahl beträgt 2n = 12.

## Ökologie
Das Echte Leinkraut ist ein bis zu 1 Meter tief wurzelnder Wurzelknospen-Geophyt oder ein Hemikryptophyt. Vegetative Vermehrung erfolgt durch Ausläufer und Wurzelsprosse.
Blütenökologisch handelt es sich um „Echte Maskenblumen“. Die Blüten sind reich an Flavonen und dadurch gelb. Die Unterlippe ist durch ein federndes Gelenk an die Oberlippe gepresst und so nur von Hummeln und größeren Wildbienen zu öffnen. Man nennt die Blüte deshalb eine „Kraftblume“. Die Haarwülste der Unterlippe sind eine Abdichtung und Führungslinie zum Nektar, der sich in dem 10 bis 13 Millimeter langen Kronblattsporn befindet. Die Blüten sind homogam aber selbststeril. Bestäuber sind besonders Hummeln und andere langrüsselige Bienen, auch Falter gelangen mit Hilfe ihres schmalen Rüssels an den Nektar. Erdhummeln begehen „Blüteneinbruch“ durch Aufbeißen des Sporns.
Eindrucksvoll ist die Mutante „Peloria“, die eine radiärsymmetrische statt einer zygomorphen Blüte hat, fünf statt vier Staubblätter besitzt, und bei der alle fünf Kronblätter gespornt sind.  Wegen der starken äußerlichen Abweichung stellte Carl von Linné diese Mutante in eine eigene Gattung Peloria. Genetisch besteht der Unterschied allerdings nur darin, dass bei der Mutante ein Gen durch Methylierung eines einzigen DNA-Bausteines blockiert ist.
Die Früchte sind als Porenkapseln Wind- und Tierstreuer. Die flachen, hautrandigen Samen breiten sich als Segelflieger und Wasserhafter aus, aber auch Ameisenausbreitung findet statt. Es erfolgt eine reiche Samenproduktion von bis zu 32.000 Samen pro Pflanze.
Das Echte Leinkraut wird von mehreren Rüsselkäferarten der Gattung Rhinusa als Wirtspflanze genutzt, etwa Rhinusa antirrhini.

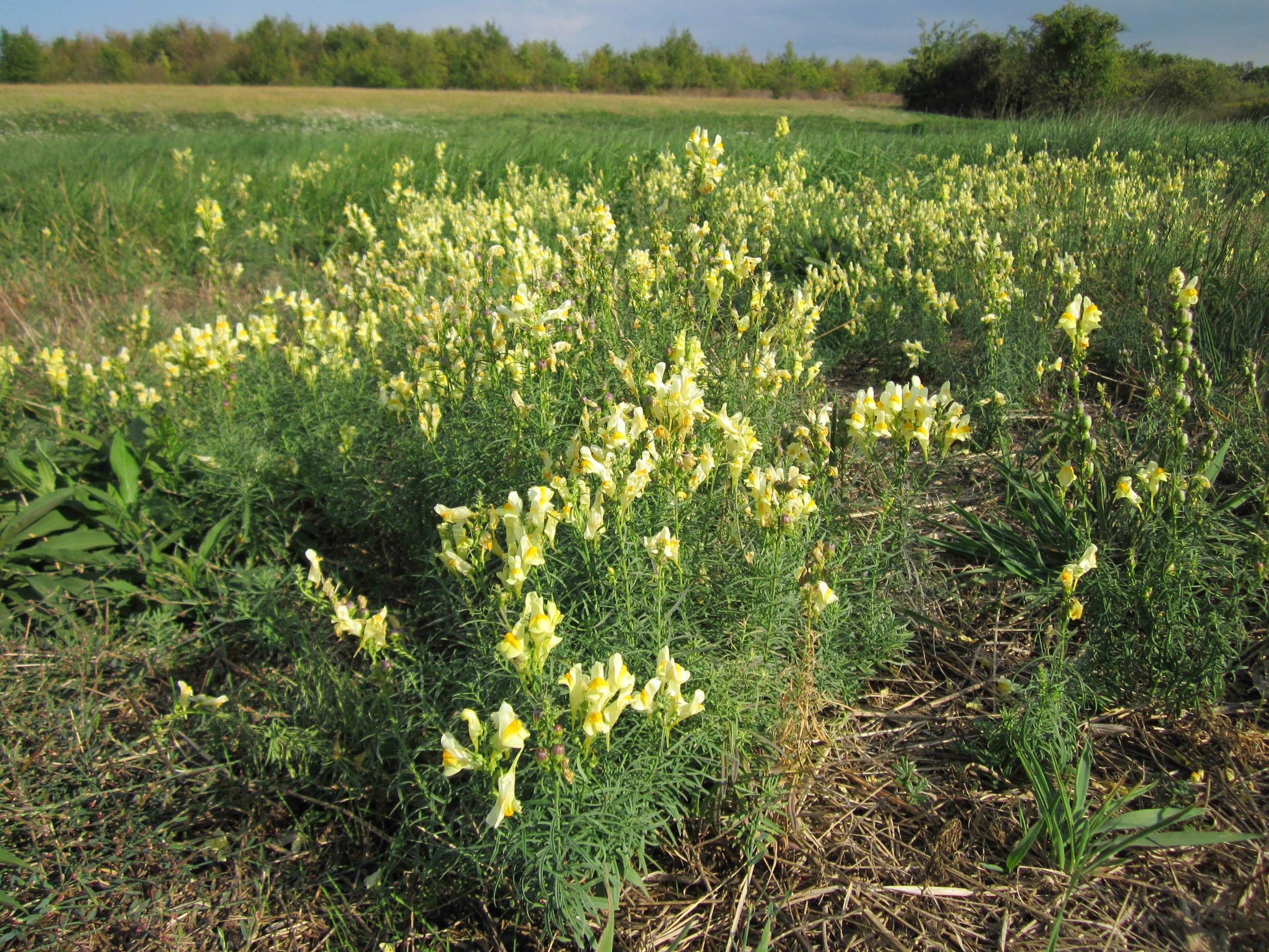
Habitus im Habitat

## Vorkommen
Das Echte Leinkraut ist in Mitteleuropa ein sogenannter Apophyt, da die ursprünglich in der Küstenvegetation heimische Art auf anthropogene Standorte wechselte, als in Mitteleuropa vor etwa 7.000 Jahren Wälder durch Menschen gerodet wurden, um Platz für Äcker zu schaffen. Diese Standorte waren offener als die meisten natürlichen, wurden regelmäßig gestört und boten damit dem Echten Leinkraut optimale Lebensbedingungen.
Das Echte Leinkraut ist häufig an warmen Böschungen zu finden. Es handelt sich bei dieser Art um eine typische Schuttpflanze, sie liebt lockeren, steinigen und sandigen Boden. Es kommt in Mitteleuropa vor in Gesellschaften der Klassen Agropyretea, Epilobietea angustifolii, Thlaspietea rotundifolii, Secalietea, Sedo-Scleranthetea oder der Ordnung Onopordetalia acanthii.
In den Allgäuer Alpen steigt das Echte Leinkraut im Warmatsgundtal in Bayern bis zu einer Höhenlage von 1320 Meter auf.
Die ökologischen Zeigerwerte nach Landolt et al. 2010 sind in der Schweiz: Feuchtezahl F = 2 (mäßig trocken), Lichtzahl L = 4 (hell), Reaktionszahl R = 3 (schwach sauer bis neutral), Temperaturzahl T = 3+ (unter-montan bis ober-kollin), Nährstoffzahl N = 4 (nährstoffreich), Kontinentalitätszahl K = 3 (subozeanisch bis subkontinental).

## Systematik
Die Erstveröffentlichung erfolgte 1753 unter dem Namen (Basionym) Antirrhinum linaria durch Carl von Linné in Species Plantarum. Die Neukombination zu Linaria vulgaris Mill. (nomen novum) wurde 1768 durch Philip Miller in The Gardeners Dictionary veröffentlicht.
Von Linaria vulgaris kann man etwa zwei Unterarten unterscheiden:
- Linaria vulgaris Mill. subsp. vulgaris
- Linaria vulgaris subsp. perrieri (Rouy) Rouy: Sie kommt in Frankreich vor.[10]

## Trivialnamen
Für das Echte Leinkraut sind oder waren, zum Teil nur regional, auch die Bezeichnungen Dorant, Druut (Mecklenburg), Feigblätterkraut, Feigwarzenkraut, Wilder Flachs, Flachskraut, Wille Flachs (Göttingen), Frauenflachs (Schlesien, Mark, Ostpreußen), Harnkraut, Heidenflachs, Hundskopf, Hunthaubito (althochdeutsch), Katharinenblumen (Schlesien), Katharinenflachs (Sachsen), Katharinenkraut (Sachsen), Krottenflachs, Lammkraut, Leinkraut, Linkraut (Mecklenburg), Wäld Liwemeltcher (Siebenbürgen), Marienflachs (Schlesien), Mauerflachs, Nabelkraut, Schänndegräber (Eifel bei Altenahr), Scheisskraut, Stallkraut (im Sinne von Harnkraut), Stockkraut, Tackenkrut (Mecklenburg), Takenkraut (Schlesien), Uckerleinkraut, Unser Frauen Flachs und Unser Frau Har gebräuchlich.